# Dick Crawshaw
 (octobre 2020).
Pour les articles homonymes, voir Crawshaw.
Richard Crawshaw, baron Crawshaw de Aintree, (25 septembre 1917-16 juillet 1986), connu sous le nom de Dick Crawshaw, est un homme politique britannique du parti travailliste député en 1964, mais qui rejoint le Parti social-démocrate (SDP) en 1981.

## Jeunesse
Crawshaw est né à Salford, fils de Percy Crawshaw et Beatrice (née Barrett). Il fréquente la Pendleton Grammar School, avant de partir suivre une formation d'ingénieur à l'âge de 16 ans. Avant la Seconde Guerre mondiale, il est étudiant en théologie, mais peu après son déclenchement, il s'enrôle dans le Royal Artillery and Parachute Regiment. Après sa démobilisation, il obtient son diplôme de premier cycle au Pembroke College de Cambridge, puis un «diplôme de guerre» spécial de deux ans. Il étudie ensuite à l'Université de Londres pour un baccalauréat en droit (LLB), et entre à l'Inner Temple. En 1948, il est admis au barreau, servant sur le circuit du Nord.

## Carrière politique
Crawshaw est actif en politique à Liverpool après la guerre, représentant le quartier de Dingle au Liverpool Borough Council à partir de 1948. Son quartier du conseil est très sûr pour le Parti travailliste, bien que la circonscription dans laquelle il se trouve - Liverpool Toxteth - est un siège marginal pour les conservateurs depuis sa création en 1950. Il fait campagne pour des questions telles que l'amélioration du niveau des logements sociaux et des écoles publiques.
Crawshaw est élu député de Liverpool Toxteth en 1964, battant le conservateur Reginald Bevins par 2784 voix. Au Parlement, il est un fervent partisan de l'Armée territoriale et, à une occasion, vote contre le budget des dépenses de la défense parce qu'il n'a pas fait une provision suffisamment importante pour cela.
En mars 1981, Crawshaw fait partie du groupe initial de 13 députés travaillistes qui fondent le SDP. Contrairement aux autres transfuges, sa participation est considérée comme "une sorte de surprise pour les journalistes". Après la suppression de Liverpool Toxteth, il se présente en 1983 dans la nouvelle circonscription de Liverpool Broadgreen, qui ne comprend aucune partie de son ancienne circonscription. Il obtient 5 169 voix (11,24%), mais est battu à la dernière place. Crawshaw est créé pair à vie en tant que baron Crawshaw d'Aintree, de Salford dans le comté du Grand Manchester le 17 mai 1985.

## Vie privée
Crawshaw épouse Audrey Lima en 1960; ils n'ont pas d'enfants. Il vit la plus grande partie de sa vie à Aintree, un quartier conservateur très sûr de la circonscription d'Ormskirk. Pendant son mandat au Parlement, il vit dans le quartier de Chelsea à Londres avec son collègue député James Dunn.